# Dzsenifer Marozsán
Dzsenifer Marozsán (IPA /ˈdʒɛnifɛr ˈmɒroʒaːn/; Budapest, 18 aprile 1992) è una calciatrice ungherese naturalizzata tedesca, centrocampista dell'Al-Qadisiya.

## Carriera

### Club
Nata a Budapest, in Ungheria, vive dal 1996 in Germania, dove suo padre János, anch'egli calciatore professionista, era stato ingaggiato dalla squadra tedesca del Saarbrücken. Comincia a giocare a calcio nelle giovanili del DJK Burbach. Nel 2003 passa alle giovanili della squadra femminile del 1. FC Saarbrücken.

#### 1. FC Saarbrücken
Il 18 novembre 2006 all'età di 14 anni e sette mesi fa il suo esordio nella 2. Frauen-Bundesliga con la maglia del Saarbrücken, diventando così la più giovane giocatrice ad aver esordito nella Bundesliga. L'anno si rivela molto positivo per il Saarbrücken, infatti gioca la semifinale della coppa di lega e vince il girone sud della 2. Frauen-Bundesliga permettendogli così di ritornare dopo 3 anni in Frauen-Bundesliga.
Nella stagione 2007-2008 la Marozsán (la prima per lei in Bundesliga), realizza un altro record: il 26 agosto 2007 nella seconda giornata di campionato contro il TSV Crailsheim segna il suo primo gol, diventando così all'età di 15 anni e 3 mesi la più giovane giocatrice a segnare nel massimo campionato tedesco. A fine stagione saranno 3 i gol in 19 partite.
Per la sua squadra però il 2007-2008 non è molto positivo, infatti nonostante il Saarbrücken giochi la sua prima finale di coppa, dove perde contro il 1. FFC Francoforte per 5-1 (la Marozsán viene schierata titolare), arriva undicesima in campionato, retrocedendo così nella 2. Frauen-Bundesliga.
Nel campionato 2008-2009 il Saarbrücken ritorna nel massimo campionato. Per la Marozsán, questo sarà l'ultima stagione con la maglia del Saarbrücken, oltre a lei lasciano la squadra anche altre giovani talenti, come Nadine Keßler, Selina Wagner, Lisa Schwab e Josephine Henning.

#### 1. FFC Francoforte
Nell'estate del 2009 passa al 1. FFC Francoforte, la squadra femminile più titolata di Germania con 22 titoli nazionali ed internazionali.
Nella prima stagione con la sua nuova squadra fornirà ottime prestazioni, realizzando 4 gol in 19 partite. Il 1. FFC Francoforte a fine campionato arriverà terzo in classifica.
Nella Frauen-Bundesliga 2010-2011 conferma le sue ottime doti da calciatrice, realizzando 8 gol in 22 partite, a fine stagione il 1. FFC Francoforte arriverà secondo dietro le rivali del Turbine Potsdam, la squadra comunque vincerà la Coppa di Germania battendo in finale per 2-1 proprio il Turbine Potsdam.

#### Olympique Lione
Nell'estate 2016 firma un contratto con l'Olympique Lione, campione di Francia e d'Europa, per giocare in Division 1 Féminine, primo livello del campionato francese. Ha giocato con l'Olympique Lione per cinque stagioni consecutive, conquistando per quattro volte la vittoria del campionato francese e della UEFA Champions League.
Nell'estate 2021 si è trasferita in prestito all'OL Reign negli Stati Uniti d'America, per giocare nel campionato NWSL.

### Nazionale
Marozsán inizia ad essere convocata dalla Federcalcio tedesca (DFB) fin dal 2004, chiamata a rappresentare il proprio paese nelle nazionali giovanili, inizialmente con la under 15 iniziando a indossare la maglia della Germania a 12 anni, dove rimane fino al 2007 giocando 12 incontri e siglando 13 reti.
Superati i limiti d'età viene convocata nella formazione under 17 impegnata in una doppia amichevole con la Danimarca dove debutta il 24 aprile 2007 nella partita dove la Germania si impone sulle avversarie per 8-0. In seguito l'allora responsabile Ralf Peter la inserisce nella rosa della formazione impegnata alla fase finale dell'edizione di 2008 dell'Europeo di categoria, il primo organizzato dall'UEFA per quella fascia d'età. Peter la impiega nei due soli incontri previsti, debuttando nel torneo il 20 maggio superando 1-0 la Danimarca in semifinale e, tre giorni più tardi, nella finale dove le tedesche si impongono 3-0 sulla Francia.
Grazie a questo risultato la Germania ha accesso al campionato mondiale di categoria di Nuova Zelanda 2008, anche in questo caso il primo organizzato dalla FIFA per quella fascia d'età. Peter la impiega in tutti i sei incontri disputati, debuttando nel torneo il 20 maggio al Queen Elizabeth II Park di Christchurch, nell'incontro valido per la fase a gironi, gruppo B, dove la Germania si impone sulle avversarie della Costa Rica con il risultato di 5-0. Condivide con le compagne il percorso che vede la nazionale tedesca superare al primo posto il girone eliminatorio, battere 3-1 il Canada ai quarti di finale, venendo sconfitta 2-1 dagli Stati Uniti in semifinale, per infine concludere al terzo posto riuscendo a imporsi per 3-0 sull'Inghilterra.

## Statistiche

### Presenze e reti nei club
Statistiche aggiornate al 18 maggio 2025.
| Stagione                  | Squadra                   | Campionato                | Campionato | Campionato | Coppe nazionali | Coppe nazionali | Coppe nazionali | Coppe continentali | Coppe continentali | Coppe continentali | Altre coppe | Altre coppe | Altre coppe | Totale | Totale |
| Stagione                  | Squadra                   | Comp                      | Pres       | Reti       | Comp            | Pres            | Reti            | Comp               | Pres               | Reti               | Comp        | Pres        | Reti        | Pres   | Reti   |
| ------------------------- | ------------------------- | ------------------------- | ---------- | ---------- | --------------- | --------------- | --------------- | ------------------ | ------------------ | ------------------ | ----------- | ----------- | ----------- | ------ | ------ |
| 2006-2007                 | Saarbrücken               | 2BL                       | ?          | ?          | CG              | ?               | ?               | -                  | -                  | -                  | -           | -           | -           | ?      | ?      |
| 2007-2008                 | Saarbrücken               | BL                        | 19         | 3          | CG              | 1               | 0               | -                  | -                  | -                  | -           | -           | -           | 20     | 3      |
| 2008-2009                 | Saarbrücken               | 2BL                       | ?          | ?          | CG              | 1               | 1               | -                  | -                  | -                  | -           | -           | -           | 1+     | 1+     |
| Totale Saarbrücken        | Totale Saarbrücken        | Totale Saarbrücken        | 19+        | 3+         |                 | 2+              | 1+              |                    | -                  | -                  |             | -           | -           | 21+    | 4+     |
| 2009-2010                 | 1. FFC Francoforte        | BL                        | 19         | 4          | CG              | 0               | 0               | -                  | -                  | -                  | -           | -           | -           | 32     | 23     |
| 2010-2011                 | 1. FFC Francoforte        | BL                        | 22         | 8          | CG              | 5               | 2               | -                  | -                  | -                  | -           | -           | -           | 32     | 23     |
| 2011-2012                 | 1. FFC Francoforte        | BL                        | 16         | 5          | CG              | 4               | 0               | UWCL               | 7                  | 1                  | -           | -           | -           | 35     | 36     |
| 2012-2013                 | 1. FFC Francoforte        | BL                        | 18         | 2          | CG              | 1               | 0               | -                  | -                  | -                  | -           | -           | -           | 36     | 31     |
| 2013-2014                 | 1. FFC Francoforte        | BL                        | 22         | 5          | CG              | 5               | 2               | -                  | -                  | -                  | -           | -           | -           | 26     | 17     |
| 2014-2015                 | 1. FFC Francoforte        | BL                        | 22         | 8          | CG              | 4               | 4               | UWCL               | 9                  | 6                  | -           | -           | -           | 31     | 38     |
| 2015-2016                 | 1. FFC Francoforte        | BL                        | 14         | 9          | CG              | 1               | 0               | UWCL               | 5                  | 1                  | -           | -           | -           | 32     | 24     |
| Totale 1. FFC Francoforte | Totale 1. FFC Francoforte | Totale 1. FFC Francoforte | 133        | 41         |                 | 20              | 8               |                    | 21                 | 8                  |             | -           | -           | 174    | 57     |
| 2016-2017                 | Olympique Lione           | D1                        | 18         | 4          | CF              | 5               | 0               | UWCL               | 9                  | 3                  | -           | -           | -           | 32     | 7      |
| 2017-2018                 | Olympique Lione           | D1                        | 18         | 8          | CF              | 4               | 1               | UWCL               | 8                  | 1                  | -           | -           | -           | 30     | 10     |
| 2018-2019                 | Olympique Lione           | D1                        | 15         | 10         | CF              | 5               | 2               | UWCL               | 7                  | 2                  | -           | -           | -           | 27     | 14     |
| 2019-2020                 | Olympique Lione           | D1                        | 16         | 10         | CF              | 3               | 2               | UWCL               | 3                  | 1                  | SF          | 1           | 0           | 23     | 13     |
| 2020-2021                 | Olympique Lione           | D1                        | 22         | 4          | CF              | 1               | 3               | UWCL               | 6                  | 1                  | -           | -           | -           | 29     | 8      |
| giu.-dic. 2021            | OL Reign                  | NWSL                      | 20         | 0          | -               | -               | -               | -                  | -                  | -                  | -           | -           | -           | 20     | 0      |
| gen.-giu. 2022            | Olympique Lione           | D1                        | 3          | 0          | CF              | 2               | 1               | UWCL               | 1                  | 0                  | -           | -           | -           | 6      | 1      |
| 2022-2023                 | Olympique Lione           | D1                        | 14         | 5          | CF              | 5               | 3               | UWCL               | 5                  | 0                  | SF          | -           | -           | 24     | 8      |
| 2023-2024                 | Olympique Lione           | D1                        | 15+2       | 1          | CF              | 2               | 1               | UWCL               | 6                  | 1                  | SF          | 1           | 0           | 26     | 3      |
| 2024-2025                 | Olympique Lione           | PL                        | 21+2       | 0          | CF              | -               | -               | UWCL               | 7                  | 0                  | -           | -           | -           | 30     | 0      |
| Totale Olympique Lione    | Totale Olympique Lione    | Totale Olympique Lione    | 146        | 42         |                 | 27              | 13              |                    | 52                 | 9                  |             | 2           | 0           | 227    | 64     |
| Totale carriera           | Totale carriera           | Totale carriera           | 278+       | 85+        |                 | 47+             | 18+             |                    | 60                 | 16                 |             | 1           | 0           | 386+   | 121+   |

## Palmarès

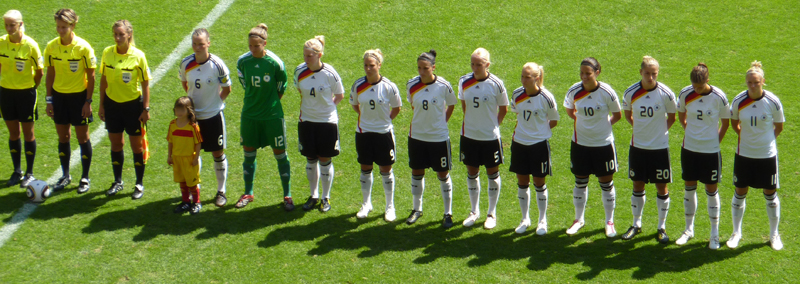
Marozsàn è la quarta da destra col numero 10.

### Club

#### Competizioni nazionali
- Campionato francese: 5

Olympique Lione: 2016-2017, 2017-2018, 2018-2019, 2019-2020, 2022-2023
- Coppa di Francia: 4

Olympique Lione: 2016-2017, 2018-2019, 2019-2020, 2022-2023
- Supercoppa francese: 2

Olympique Lione: 2019, 2023
- Coppa di Germania: 2

1. FFC Francoforte: 2010-2011, 2013-2014
- Campionato tedesco di calcio a 5 femminile

1. FFC Francoforte: 2012

#### Competizioni internazionali
- UEFA Women's Champions League: 5

1. FFC Francoforte: 2014-2015
Olympique Lione: 2016-2017, 2017-2018, 2018-2019, 2021-2022

### Nazionale
- Campionato d'Europa: 1

Svezia 2013
- Campionato europeo femminile under 17 di calcio: 1

2008
- Campionato mondiale femminile under 20 di calcio: 1

2010
- Algarve Cup: 2

2012, 2014
- Oro olimpico: 1

Rio de Janeiro 2016

### Individuale
- Calciatrice tedesca dell'anno: 3

2017, 2018, 2019
- Fritz-Walter-Medaille

 Bronzo 2009
- Capocannoniere del Campionato europeo femminile under 17 di calcio: 1

2008 (2 reti)
- Capocannoniere della Algarve Cup: 1

2014 (4 reti)
- Pallone d'oro: 1

Campionato mondiale femminile under 20 di calcio 2012
- Scarpa d'oro: 1

Campionato mondiale femminile under 17 di calcio 2008 (6 reti)
- Pallone d'argento: 1

Campionato mondiale femminile under 17 di calcio 2008
- Trophées UNFP du football: 2

2017, 2018
- UEFA Club Football Awards: 1

Miglior centrocampista: 2019-2020
- Miglior costruttrice di gioco dell'anno IFFHS: 3

2016, 2018, 2020